# Пратило (Фрозиноне)
Пратило је насеље у Италији у округу Фрозиноне, региону Лацио.
Према процени из 2011. у насељу је живело 133 становника. Насеље се налази на надморској висини од 150 м.